# هيعرة
الهَيْعَرَة (الاسم العلمي: Molossus)، جنس خفافيش من فصيلة الهيعريات. أنواعها 10 توجد العالم الجديد من المكسيك في الشمال إلى شمال الأرجنتين إلى أقصى الجنوب. أربعة من هذه الأنواع لها توزيعات تشمل جزر مختلفة من جزر الهند الغربية مثل بورتوريكو وترينيداد.